# Radioaktivt affald
Radioaktivt affald er affald, som udsender ioniserende stråling, dvs. affald, som indeholder radioaktive atomkerner. Da ioniserende stråling er sundhedsskadelig, og radioaktivitet ikke kan mindskes ved kemiske påvirkninger, udgør radioaktivt affald en særlig besværlig affaldskategori.
Der er flere forskellige kilder til radioaktivt affald. Kerneaffald (i daglig tale også atomaffald) er et restprodukt, som opstår ved udvinding af kerneenergi. Ved afvikling af kernekraftværker opstår endvidere store mængder byggemateriale, som er blevet radioaktivt ved neutronaktivering. Kulfyrede kraftværker producerer også radioaktivt affald, idet asken indeholder radioaktive stoffer, fortrinsvis kalium-isotopen K-40. Hertil kommer det radioaktive affald, som fremkommer, når forskellige former for teknisk udstyr kasseres, fx strålekilder til medicinsk brug og brandalarmer til privat brug. 

## Højradioaktivt, mellemradioaktivt eller lavradioaktivt
Behandlingen af radioaktivt affald retter sig efter om affaldet er højradioaktivt, mellemradioaktivt eller lavradioaktivt, og om de radioaktive isotoper er kortlivede eller langlivede. Ved en aktivitet af størrelsesorden 1 Ci/L kaldes affaldet højradioaktivt. Højradioaktivt affald er karakteriseret ved den varmeudvikling, som ledsager radioaktive henfald. Ved en aktivitet af størrelsesorden {\displaystyle 10^{-4}} Ci/L kaldes affaldet mellemradioaktivt, og ved en aktivitet af størrelsesorden {\displaystyle 10^{-6}} Ci/L kaldes affaldet lavradioaktivt. Isotoper regnes for langlivede, hvis halveringstiden er større end for cæsium-isotopen Cs-137, dvs. større end 30 år.

## Kernekraftaffald
Ved fission af tunge atomkerner (ofte uran-isotopen U-235) i kernereaktorer med henblik på energiudvinding er restproduktet en blanding af uforbrændt uran, lette fissionsprodukter og tunge kerner, som er opstået ved neutronindfangning i U-238, navnlig plutonium-isotopen Pu-239. Bortskaffelse af det radioaktive affald er et af de væsentligste problemer, som knytter sig til kernekraft.

### Oparbejdning
Ved en vifte af metoder (som opløsning i syre etc.) adskilles kerneaffaldets forskellige komponenter på oparbejdningsanlæg. Typisk udvindes herved rent uran og plutonium. Oparbejdningsanlægget i La Hague i Frankrig aftager en stor del af Europas kerneaffald.
Det udvundne uran kan genanvendes efter forudgående berigning (ved fissionsprocessen falder andelen af det nyttige U-235).
Den førnævnte plutonium-isotop har en halveringstid på 24.300 år. Kerneaffald, som indeholder isotoper med halveringstid af denne størrelsesorden, er ikke velegnet til deponering. I stedet kan de problematiske isotoper omdannes – transmuteres – ved neutroninduceret fission i en reaktor som er konstrueret til formålet. Fissionsprodukterne er typisk højradioaktive, men har til gengæld mindre halveringstid og skal altså forvares i et kortere tidsrum før radioaktivteten er klinget af. Alternativt kan det udvundne plutonium anvendes som brændsel i kernereaktorer af en særlig type eller til fremstilling af kernevåben.
Efter frasortering af uran og plutonium indeholder kerneaffaldet en blanding af lette, kortlivede isotoper som ikke findes i naturen. Efter yderligere sortering har de forskellige anvendelsesmuligheder, fx i medicinske sammenhænge. Alternativt sammensmeltes de til en glasagtig masse med henblik på permanent deponering.

### Transport og deponering
Transport af radioaktivt affald er altid forbundet med strenge sikkerhedsforanstaltninger, dels pga. risikoen for udslip af radioaktivt materiale i miljøet, dels for at undgå misbrug af de muligheder som udnyttelse af affaldet rummer.
Depoter til opbevaring af radioaktivt affald etableres typisk i nedlagte miner i områder med begrænset eller ingen seismisk aktivitet. Problemet er i den forbindelse af radioaktiviteten først klinger af efter årtier, for nogle isotopers vedkommende århundreder eller årtusinder.
Blandt de mere fantasifulde forslag til håndtering af kerneaffald tæller befordring til det ydre rum per rumraket, men omkostningerne herved overstiger langt prisen på indretning af et permanent depot. Der er også forslag om at oprette et permanent depot i Danmark.
Gorleben i Tyskland et eksempel på et depot for kerneaffald, der medfører jævnlige protester i forbindelse med transport af kerneaffald.

## Andre typer af radioaktivt affald
Neutronaktiveret byggemateriale lader sig vanskeligt genanvende. Det må i stedet deles i stykker af passende størrelse og deponeres i et tidsrum, der afhænger af halveringstiden for de radioaktive isotoper. Det samme gælder den aske som produceres af kulfyrede kraftværker.
Afviklingen af de tre forsøgsreaktorer på Forskningscenter Risø blev påbegyndt i år 2000.
Oprydningen vil vare 20 år og koste omkring 1 milliard kroner. De udtjente brændselsstave sendes til oparbejdning i USA. Nedbrydningen af reaktorerne genererer derudover 5.000 kubikmeter lav- og mellemradioaktivt affald som behandles i Danmark.

## Ekstern henvisning
Oparbejdningsanlægget la Hague Arkiveret 29. september 2007 hos  Wayback Machine i Frankrig